# Ein verlockendes Spiel
Ein verlockendes Spiel (Originaltitel: Leatherheads) ist eine US-amerikanische Sportkomödie aus dem Jahr 2008. Regie führte George Clooney, der auch eine der Hauptrollen spielte. Das Drehbuch schrieben Duncan Brantley und Rick Reilly.

## Handlung
Die USA, Mitte der 1920er Jahre. Jimmy Connelly, genannt Dodge, ist der Kapitän der Duluth Bulldogs, einer professionellen Footballmannschaft. Als der Sponsor der Mannschaft den Vertrag kündigt, versucht Dodge sowohl das Team als auch den amerikanischen Profifootball am Leben zu erhalten. 
Zu diesem Zweck gelingt es ihm, den gefeierten Kriegshelden Carter Rutherford für die Mannschaft zu gewinnen. Dieser hatte im Ersten Weltkrieg, ähnlich wie der Sergeant  Alvin C. York, in einer Einzelaktion einen Trupp deutscher Soldaten gefangen genommen. Zu Rutherfords sportlichen Fähigkeiten zählen seine Schnelligkeit und seine Präsenz auf dem Spielfeld. Im Zuge von Rutherfords Anwesenheit bessert sich die sportliche Situation der Bulldogs und der Ruf des professionellen Footballs wächst.
Abseits des Sports entwickelt sich bei Dodge und Carter das Interesse für die Sportjournalistin Lexie Littleton. Diese findet im Rahmen ihrer Berufsausübung heraus, dass die Gefangennahme der deutschen Soldaten durch Carter weniger heroisch verlief als bisher beschrieben. Vielmehr war es die Folge glücklicher Umstände, die Carter zum Kriegshelden werden ließ. Als sich die Gefühle zwischen Dodge und Lexie verstärken und es zu einem ersten Kuss kommt, steigt der Konkurrenzkampf der beiden Männer noch weiter an. Infolgedessen plant Lexie ihre Untersuchungsergebnisse zu veröffentlichen.
Die Folgen der Veröffentlichung sind für Lexie verheerend. So plädieren sowohl lokale Zeitungen als auch der neue Präsident des professionellen Footballs für einen öffentlichen Widerruf ihrer Aussagen. Um die Unhaltbarkeit ihrer Aussagen zu verstärken, erwägt der Manager von Carter sogar die Teilnehmer des damaligen Geschehens als Zeugen gegen Lexie aussagen zu lassen.
Um Lexie zu unterstützen, plant Dodge ein öffentliches Geständnis von Carter. Zu diesem Zweck verkleidet er einige seiner Teamkollegen als Soldaten der US-Army und überrascht Carter und den Präsidenten in dessen Büro. Nach einem Hinweis von Dodge, dass sich vor der Tür alte Kameraden von Carter befänden, um ihm zu seiner Heldentat zu gratulieren, offenbart Carter die wahren Umstände seiner Tat. Als Folge seiner Aussage wird er aufgefordert, demütig vor die Presse zu treten und eine großzügige Spende an die Army abzutreten. Sein Manager wird für den professionellen Football gesperrt. Ein Widerruf von Seiten Lexie wird nicht mehr gefordert.
Einen ebenso großen Einfluss hat der Präsident auf die Außendarstellung des professionellen Footballs. So formuliert er neue Regeln für die Sportart und verdrängt Amateure aus der Liga. Dies führt so weit, dass Dodge der Ausschuss aus der Liga droht, sollte er sich nicht den neuen Regeln fügen.
Im finalen Spiel des Filmes treten Dodge und Carter als Kontrahenten in zwei Mannschaften gegeneinander an. Carter ist mittlerweile nach Chicago gewechselt und dank seiner Unterstützung geht die Mannschaft aus Chicago früh mit 3:0 in Führung. Diese Führung kann bis kurz vor Schluss nicht durch die Bulldogs ausgeglichen werden. Als wesentliche Ursache gilt dabei der Zustand des Spielfeldes. Dieses gleicht eher einem schlammigen Acker als einem Footballfeld. Erfolgreiche Spielzüge über eine lange Distanz sind kaum machbar.
Kurz vor Ende des letzten Viertels entscheidet sich Dodge dafür, die neuen Regeln zu missachten und entwirft einen Spielzug, den er als „Sergeant York“ bezeichnet. Im Zuge dessen schlägt er einen gegnerischen Feldspieler in einem unbeobachteten Moment bewusstlos und nimmt dessen Position im generischen Team ein. Da die Farben der Trikots der Spieler durch den Matsch des Feldes nicht mehr erkennbar sind, gelingt die Finte. Selbst Carter schöpft keinen Verdacht.
Als der letzte Spielzug beginnt, rennen er und ein Bulldog gemeinsam auf das gegnerische Tor zu und versuchen den geworfenen Ball zu fangen. Da es dem Spieler der Bulldogs nicht gelingt, den Ball zu fangen, und Dodge für einen Spieler aus Chicago gehalten wird, wird Chicago der Sieg des Spiels zugeschrieben. Dank einer Ladung Wasser wird jedoch die Farbe auf Dodges Trikot sichtbar und ihm ein Touchdown zugesprochen. Somit gewinnen die Bulldogs in dem Spiel.
Nach dem Spiel äußert Carter gegenüber Dodge seine Absichten, allen Menschen die wahre Geschichte seiner Kriegshandlungen zu erzählen. Dodge erklärt ihm darauf, dass die Amerikaner ihre Helden brauchen, und Carter beschließt die wahre Geschichte doch nicht zu erzählen. Als Freunde verlassen sie das Spielfeld.
Außerhalb des Stadions wartet Lexie auf Dodge, um gemeinsam mit ihm in ihre Zukunft aufzubrechen. Zum Schluss fahren die beiden auf einem Motorrad verschiedene Straßen entlang und schmieden humoristische Pläne über die gemeinsame Zukunft. So diskutieren sie über eine Hochzeit, Kinder, Banküberfälle und Gefängnisaufenthalte.
Während des Abspanns sind die Bilder von der Hochzeit der beiden Hauptdarsteller zu sehen. Weiterhin wird ersichtlich, dass Carter 10.000 $ an die US-Army spendet, während sein ehemaliger Manager die Spieler Babe Ruth und Lou Gehrig unter Vertrag nimmt.

## Kritiken
Emanuel Levy schrieb auf emanuellevy.com, das Drehbuch sei uneinheitlich und nicht witzig genug; der Film wirke außerdem stark altbacken (extremely old-fashioned). Clooneys Regie sei nicht schlecht (not badly directed by Clooney).
Bild schrieb: „Die lockere Erzählweise, die detailverliebte Ausstattung und das unangestrengte Spiel sämtlicher Darsteller begeistern. Aber auch der perfekt passende Soundtrack von Randy Newman plus die augenzwinkernd satirischen Blicke auf Themen wie gnadenlose Sport-Kommerzialisierung, blinden Patriotismus und Sensationsgier bereiten ein uneingeschränktes Vergnügen. Ein Film für Fans der klassischen Screwball-Komödien aus den 30er-Jahren.“
Die Deutsche Film- und Medienbewertung FBW in Wiesbaden verlieh dem Film das Prädikat wertvoll.

## Hintergründe

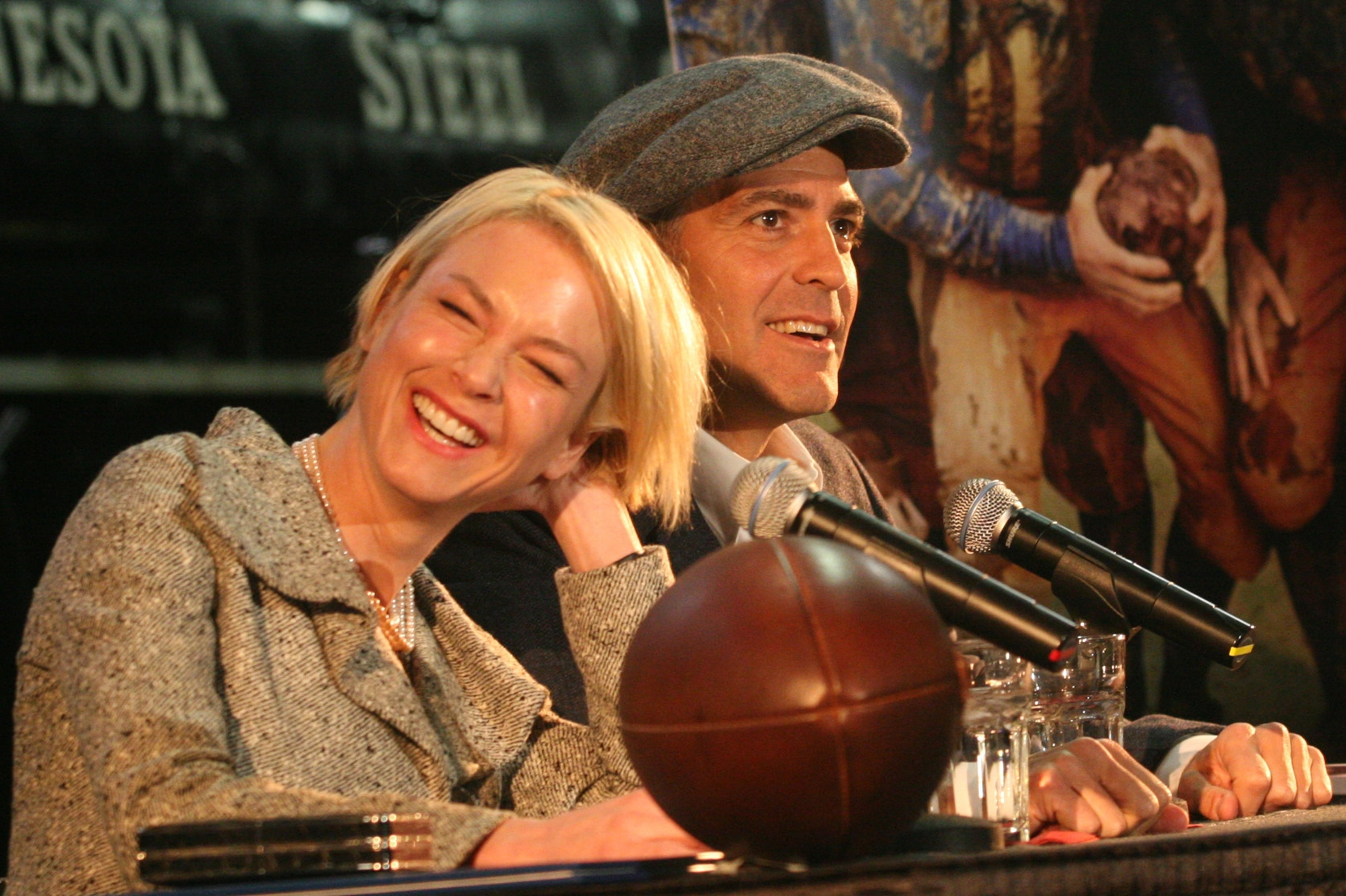
Zellweger und Clooney bei einer Pressekonferenz am 24. März 2008

Der Film wurde vom Februar 2007 bis Mai 2007 in verschiedenen Orten in South Carolina, North Carolina und Tennessee gedreht. Seine Weltpremiere fand am 24. März 2008 statt. Der deutsche Kinostart war am 5. Juni 2008. Die Figur des Jimmy Connelly wurde dem US-amerikanischen Footballspieler John McNally nachempfunden. Die Mannschaft von Connelly erinnert stark an die Duluth Eskimos.